# El-Tor
El-Tor (ook wel El Tur, Al Tor of Tur Sinai) is een kleine badplaats op het Egyptische schiereiland Sinaï en is de hoofdplaats van het gouvernement Zuid-Sinaï.
Bij de volkstelling van 2006 telde El-Tor 23.172 inwoners.
Het ligt op twee uur rijden vanaf Sharm-el-Sheikh. El Tur is een opkomende badplaats en is nu in het stadium wat vroeger Dahab en Hurghada waren. De plek is nog niet ontdekt door de grote massa en is uitermate geschikt om te windsurfen en te kitesurfen. 
De voornaamste bezienswaardigheden in de buurt zijn de natuurlijke bronnen van Hammam Moussa, het nationaal park Ras Mohammed, de Sinaïberg en het Katharinaklooster.

## Watersport
Er is maar één hotel en een tweetal surfstations. De baai bij het Moses Bay hotel leent zich voor freestyle, freeride en speedsurfen, aan de andere zijde is er een wave spot. Er is een Engels geleid windsurfstation en er is een Egyptisch/Russisch geleid windsurf/kite station. El Tur is behoorlijk windzeker met een schuin aflandige wind. 

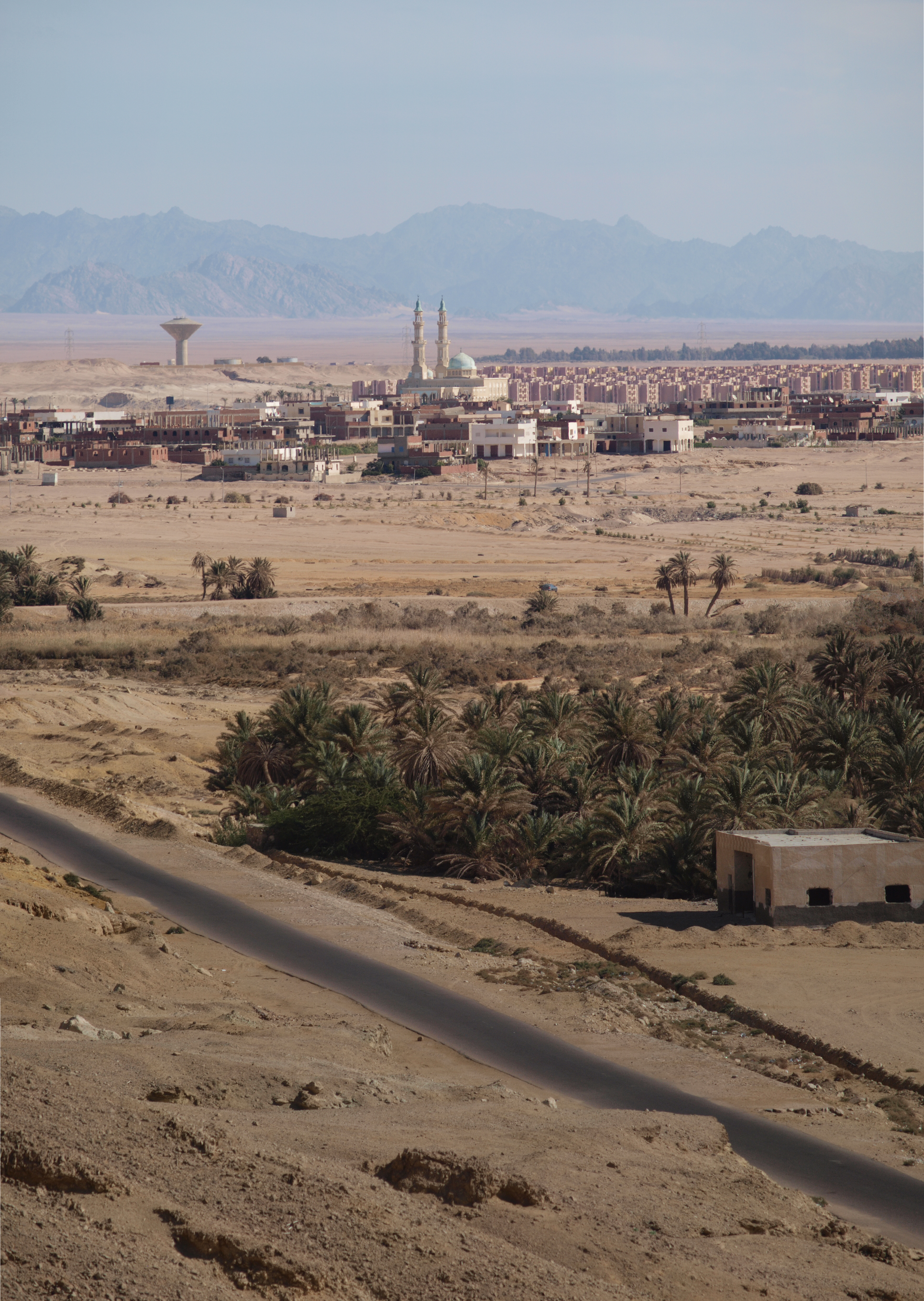